# Золотая бита
«Золотая бита» (англ. The Gold Bat) — роман П. Г. Вудхауса, впервые опубликованный 13 сентября 1904 года лондонским издательством Adam & Charles Black.

## Сюжет
Действие романа происходит в (вымышленной) школе Рикин (англ. Wrykyn School) и начинается с того, что двое мальчиков, О’Хара и Мориарти решают вымазать в саже с перьями статую местного члена парламента. О’Хара здесь теряет Золотую биту, приз, принадлежащий Тревору, капитану школьной команды по крикету. В ходе дальнейшего повествования (в котором, помимо всего прочего, даются подробнейшие описания матчей по регби и крикету), герои романа пытаются найти Золотую биту, заодно расследуя тайну некой «Лиги», которая терроризирует школу, занимаясь шантажом (в основном, спортивного свойства) и устраивая затем погромы в комнатах недругов.
Школа Рикин появляется также в повести «Белое перо» (англ. The White Feather, 1907), кроме того именно здесь разворачивается повествование первой части романа «Mike» (1909).

## Действующие лица
- Отвэй, Морис, Робинсон, Клефэйн — члены сборной по регби (First Fifteen)
- Дик Тревор — старший префект школы Дональдсона и участник сборной по регби
- Клоус — близкий друг Тревора, также играющий в сборной
- Рэнд-Браун — бывший старший префект школы Дональдсона, теперь участник команды Сеймура
- Барри -член команды Сеймура, один из жертв «Лиги».
- Доноу О’Хара — ученик школы Декстера: теряет Золотую биту, вокруг которой и заворачивается интрига.
- Мистер Роберт Декстер — директор своего отделения школы
- Мориарти — ученик школы Декстера, друг О’Хары
- Сэр Юстас Бриггс — мэр Рикина, местный политик
- M’Тодд, Драммонд — ученики Сеймураиз комнаты 5
- Милтон — префект Сеймура, член Футбольного комитета
- Томас Ренфорд — подопечный Милтона
- Мистер Сеймур — директор школы и школьного футбольного союза
- Бэнкс, Морган, Харрингей — учителя математики
- Харви — приятель Редфорда, владелец пары хорьков
- Ригби — префект Сеймура
- Линтон, Гриффит, Хант, Кершоу — ученики школы Сеймура
- Мистер Окридж — учитель и рефери
- Доктор Оукс — школьный врач
- Джевонс — капитан команды Риптона по регби [1]